# Умут Булут
Умут Булут (тур. Umut Bulut, нар. 15 березня 1983, Шанлиурфа) — турецький футболіст, нападник збірної Туреччини та клубу «Кайсеріспор».

## Клубна кар'єра
У дорослому футболі дебютував 2001 року виступами за команду клубу «Анкарагюджю», в якій провів п'ять сезонів, взявши участь у 91 матчі чемпіонату. У складі «Анкарагюджю» був одним з головних бомбардирів команди, маючи середню результативність на рівні 0,4 голу за гру першості.
Протягом 2002—2003 років захищав кольори команди клубу «Інегьолспор», граючи на правах оренди.
Привернув увагу представників тренерського штабу клубу «Трабзонспор», до складу якого приєднався 2006 року. Відіграв за команду з Трабзона наступні п'ять сезонів своєї ігрової кар'єри. Більшість часу, проведеного у складі «Трабзонспора», був основним гравцем атакувальної ланки команди. В новому клубі був серед найкращих голеодорів, відзначаючись забитим голом в середньому щонайменше у кожній третій грі чемпіонату.
У 2011 році уклав контракт з клубом «Тулуза», у складі якого провів наступні один рік своєї кар'єри гравця. Граючи у складі «Тулузи» також здебільшого виходив на поле в основному складі команди.
До складу клубу «Галатасарай» приєднався на умовах оренди влітку 2012 року. У двох перших матчах за стамбульську команду в національному чемпіонаті зміг чотири рази відзначитися забитими голами.

## Виступи за збірні
Протягом 2004–2005 років залучався до складу молодіжної збірної Туреччини. На молодіжному рівні зіграв у 21 офіційному матчі.
У 2007 році дебютував в офіційних матчах у складі національної збірної Туреччини. Наразі провів у формі головної команди країни 39 матчів, забивши 10 голів.

## Титули і досягнення
- Володар Кубка Туреччини (4):

«Трабзонспор»: 2009-10
«Галатасарай»: 2013–14, 2014–15, 2015–16
- Володар Суперкубка Туреччини (5):

«Трабзонспор»: 2010
«Галатасарай»: 2012, 2013, 2015, 2016
- Чемпіон Туреччини (2):

«Галатасарай»: 2012–13, 2014–15